# The Les Humphries Singers/Diskografie
Diese Diskografie ist eine Übersicht über die musikalischen Werke der internationalen Musikgruppe The Les Humphries Singers. Den Quellenangaben zufolge hat sie bisher mehr als 40 Millionen Tonträger verkauft.

## Alben

### Studioalben
| Jahr | Titel                              | Höchstplatzierung, Gesamtwochen/‑monate, AuszeichnungChartplatzierungen (Jahr, Titel, Platzierungen, Wochen/Monate, Auszeichnungen, Anmerkungen) | Höchstplatzierung, Gesamtwochen/‑monate, AuszeichnungChartplatzierungen (Jahr, Titel, Platzierungen, Wochen/Monate, Auszeichnungen, Anmerkungen) | Höchstplatzierung, Gesamtwochen/‑monate, AuszeichnungChartplatzierungen (Jahr, Titel, Platzierungen, Wochen/Monate, Auszeichnungen, Anmerkungen) | Anmerkungen                            |
| Jahr | Titel                              | DE | AT | CH | Anmerkungen                            |
| ---- | ---------------------------------- | --- | --- | --- | -------------------------------------- |
| 1970 | I Believe / Rock My Soul           | — | — | — | Erstveröffentlichung: 1970             |
| 1971 | We’ll Fly You to the Promised Land | DE9 (11 Mt.)DE | — | — | Erstveröffentlichung: 1. Mai 1971      |
| 1971 | We Are Goin’ Down Jordan           | DE2 (10 Mt.)DE | — | — | Erstveröffentlichung: 1. Oktober 1971  |
| 1971 | Old Man Moses / Take Care of Me    | DE2 (9 Mt.)DE | — | — | Erstveröffentlichung: 1. April 1972    |
| 1972 | Mexico                             | DE2 (9 Mt.)DE | AT1 (6 Mt.)AT | — | Erstveröffentlichung: 1. Oktober 1972  |
| 1973 | Mama Loo                           | DE1 (8 Mt.)DE | AT2 (4 Mt.)AT | — | Erstveröffentlichung: 1. April 1973    |
| 1973 | Carnival                           | DE23 (5 Mt.)DE | — | — | Erstveröffentlichung: 1. November 1973 |
| 1974 | Kansas City                        | DE3 (6 Mt.)DE | AT7 (1 Mt.)AT | — | Erstveröffentlichung: 1. April 1974    |
| 1974 | One of These Days                  | — | — | — | Erstveröffentlichung: 1974             |
| 1975 | Live for Today                     | — | — | — | Erstveröffentlichung: 1975             |
| 1975 | Family Show                        | — | — | — | Erstveröffentlichung: 1975             |
| 1976 | Sing Sang Song                     | — | — | — | Erstveröffentlichung: 1976             |
| 1992 | Spirit of Freedom                  | — | — | — | Erstveröffentlichung: 1992             |
| 2012 | Forever Young                      | — | — | — | Erstveröffentlichung: 2012             |

grau schraffiert: keine Chartdaten aus diesem Jahr verfügbar

### Gemeinschaftsalben
| Jahr | Titel                | Höchstplatzierung, Gesamtwochen/‑monate, AuszeichnungChartplatzierungen (Jahr, Titel, Platzierungen, Wochen/Monate, Auszeichnungen, Anmerkungen) | Höchstplatzierung, Gesamtwochen/‑monate, AuszeichnungChartplatzierungen (Jahr, Titel, Platzierungen, Wochen/Monate, Auszeichnungen, Anmerkungen) | Höchstplatzierung, Gesamtwochen/‑monate, AuszeichnungChartplatzierungen (Jahr, Titel, Platzierungen, Wochen/Monate, Auszeichnungen, Anmerkungen) | Anmerkungen                                                  |
| Jahr | Titel                | DE | AT | CH | Anmerkungen                                                  |
| ---- | -------------------- | --- | --- | --- | ------------------------------------------------------------ |
| 1971 | Singing Kaleidoscope | DE17 (6 Mt.)DE | — | — | Erstveröffentlichung: 1. November 1971 The LHS & Orchestra   |
| 1972 | Singing Detonation   | DE23 (3 Mt.)DE | — | — | Erstveröffentlichung: 1. April 1972 The LHS & Orchestra      |
| 1973 | Sound ’73            | DE8 (5 Mt.)DE | — | — | Erstveröffentlichung: 1. März 1973 The LHS & Orchestra       |
| 1974 | Sound ’74            | DE19 (3 Mt.)DE | — | — | Erstveröffentlichung: 1. März 1974 The LHS & Orchestra       |
| 1974 | Rock ’n’ Roll Party  | DE38 (1 Mt.)DE | — | — | Erstveröffentlichung: 1. Oktober 1974 The LHS & R. & R.-Band |

grau schraffiert: keine Chartdaten aus diesem Jahr verfügbar
Weitere Gemeinschaftsalben
- 1970: Singing Explosion (Orchestra & Chorus Les Humphries)
- 1971: Singing Revolution (Orchestra & Chorus Les Humphries)
- 1972: Singing Rotation (The LHS & Orchestra)
- 1973: Sound’73/II (The LHS & Orchestra)
- 1974: Rock’n’Roll Party II (The LHS & Orchestra)
- 1975: Les Humphries’75 (Singers+Orchestra)
- 1975: Party On The Rocks (The LHS & Orchestra)
- 1976: Singing Sensation (The LHS Orchestra)
- 1976: Disco Dancing (The LHS & Orchestra)

### Livealben
- 1972: Live in Concert
- 1973: Live in Europe (The LHS & Orchestra)
- 1975: Live

### Kompilationen
| Jahr | Titel                                         | Höchstplatzierung, Gesamtwochen/‑monate, AuszeichnungChartplatzierungen (Jahr, Titel, Platzierungen, Wochen/Monate, Auszeichnungen, Anmerkungen) | Höchstplatzierung, Gesamtwochen/‑monate, AuszeichnungChartplatzierungen (Jahr, Titel, Platzierungen, Wochen/Monate, Auszeichnungen, Anmerkungen) | Höchstplatzierung, Gesamtwochen/‑monate, AuszeichnungChartplatzierungen (Jahr, Titel, Platzierungen, Wochen/Monate, Auszeichnungen, Anmerkungen) | Anmerkungen                             |
| Jahr | Titel                                         | DE | AT | CH | Anmerkungen                             |
| ---- | --------------------------------------------- | --- | --- | --- | --------------------------------------- |
| 1973 | The World of the Les Humphries Singers        | DE15 (5 Mt.)DE | — | — | Erstveröffentlichung: 1. September 1973 |
| 1974 | The Golden World of the Les Humphries Singers | DE41 (2 Mt.)DE | — | — | Erstveröffentlichung: 1. August 1974    |
| 1976 | Die 20 größten Hits                           | DE25 (2 Mt.)DE | — | — | Erstveröffentlichung: 1. November 1976  |

grau schraffiert: keine Chartdaten aus diesem Jahr verfügbar
Weitere Kompilationen
- 1974: Les Humphries Singers
- 1975: 20 Golden Hits
- 1977: The Best of The Les Humphries Singers
- 1979: Profile
- 1982: Portrait
- 1982: Hits of Yesterday
- 1988: Come and Join Us
- 1992: The Best of
- 2001: Greatest Hits – Das Beste
- 2006: The Platinum Collection
- 2008: Greatest Hits – Mexico
- 2009: Back in Time
- 2010: Golden Hits
- 2014: Funken & Schimmer

### Instrumentalalben
- 1971: Piano Concerto, Super Star Sound
- 1973: One Night Band Stand
- 1974: Piano Party
- 1975: Singing and Swinging – World Hits for Dancing
- 1975: Black & White in Stereo
- Pop Party

## Singles
| Jahr | Titel Album                                                             | Höchstplatzierung, Gesamtwochen/‑monate, AuszeichnungChartplatzierungen (Jahr, Titel, Album, Platzierungen, Wochen/Monate, Auszeichnungen, Anmerkungen) | Höchstplatzierung, Gesamtwochen/‑monate, AuszeichnungChartplatzierungen (Jahr, Titel, Album, Platzierungen, Wochen/Monate, Auszeichnungen, Anmerkungen) | Höchstplatzierung, Gesamtwochen/‑monate, AuszeichnungChartplatzierungen (Jahr, Titel, Album, Platzierungen, Wochen/Monate, Auszeichnungen, Anmerkungen) | Anmerkungen                                                             |
| Jahr | Titel Album                                                             | DE | AT | CH | Anmerkungen                                                             |
| ---- | ----------------------------------------------------------------------- | --- | --- | --- | ----------------------------------------------------------------------- |
| 1971 | (We’ll Fly You to the) Promised Land We’ll Fly You to the Promised Land | DE13 (17 Wo.)DE | — | — | Erstveröffentlichung: 29. März 1971                                     |
| 1971 | We Are Goin’ Down Jordan                                                | DE3 (29 Wo.)DE | — | CH3 (10 Wo.)CH | Erstveröffentlichung: 30. August 1971                                   |
| 1972 | Old Man Moses Old Man Moses / Take Care of Me                           | DE14 (18 Wo.)DE | — | CH4 (9 Wo.)CH | Erstveröffentlichung: 27. Februar 1972                                  |
| 1972 | Take Care of Me Old Man Moses / Take Care of Me                         | DE31 (3 Wo.)DE | — | — | Erstveröffentlichung: 10. Juli 1972                                     |
| 1972 | Mexico                                                                  | DE2 (30 Wo.)DE | AT1 (4 Mt.)AT | CH1 (16 Wo.)CH | Erstveröffentlichung: 28. August 1972                                   |
| 1973 | Mama Loo                                                                | DE1 (23 Wo.)DE | AT1 (5 Mt.)AT | CH1 (15 Wo.)CH | Erstveröffentlichung: 5. Februar 1973                                   |
| 1973 | Carnival                                                                | DE14 (13 Wo.)DE | — | — | Erstveröffentlichung: 20. August 1973                                   |
| 1973 | Kansas City                                                             | DE2 (23 Wo.)DE | AT15 (1 Mt.)AT | CH1 (16 Wo.)CH | Erstveröffentlichung: 24. Dezember 1973                                 |
| 1974 | Do You Kill Me or Do I Kill You? 20 Golden Hits                         | DE46 (1 Wo.)DE | — | — | Erstveröffentlichung: 3. Juni 1974                                      |
| 1974 | Do You Wanna Rock & Roll? One of These Days                             | DE50 (1 Wo.)DE | — | — | Erstveröffentlichung: 19. August 1974                                   |
| 1974 | New Orleans Live for Today                                              | DE33 (4 Wo.)DE | — | — | Erstveröffentlichung: 2. Dezember 1974                                  |
| 1976 | Sing Sang Song                                                          | DE45 (1 Wo.)DE | — | — | Erstveröffentlichung: 12. April 1976 Beitrag zum ESC 1976 (Platz 15/18) |

grau schraffiert: keine Chartdaten aus diesem Jahr verfügbar
Weitere Singles
- 1970: Rock My Soul / I Believe
- 1970: Soolaimon / O, Didn’t It Rain (als Malcolm & the Les Humphries Singers)
- 1970: Michael / To My Father’s House
- 1972: O Come All Ye Faithful / Jingle Bells
- 1975: Top Szene Hamburg / Run Baby Run
- 1975: California / London Town
- 1975: Family Show / Pasadena Town
- 1975: It’s Timex Time / California
- 1976: Spanish Discotheque / Day after Day
- 1976: Indian War / Little Sparrow
- 1977: Going Home / Lonely Soldier (mit The Pipes and Drums of the Royal Scots Dragoon Guards)
- 1992: Ramba Samba

## Boxsets
- 2011: Original Album Series
- 2014: Original Album Series Vol. 2

## Statistik

### Chartauswertung
|                     | DE     | AT    | CH    |
| ------------------- | ------ | ----- | ----- |
| Nummer-eins-Alben   | DE1DE  | AT1AT | CH—CH |
| Top-10-Alben        | DE7DE  | AT3AT | CH—CH |
| Alben in den Charts | DE15DE | AT3AT | CH—CH |

|                       | DE     | AT    | CH    |
| --------------------- | ------ | ----- | ----- |
| Nummer-eins-Singles   | DE1DE  | AT2AT | CH3CH |
| Top-10-Singles        | DE4DE  | AT2AT | CH5CH |
| Singles in den Charts | DE12DE | AT3AT | CH5CH |